# Kalottenschleifgerät

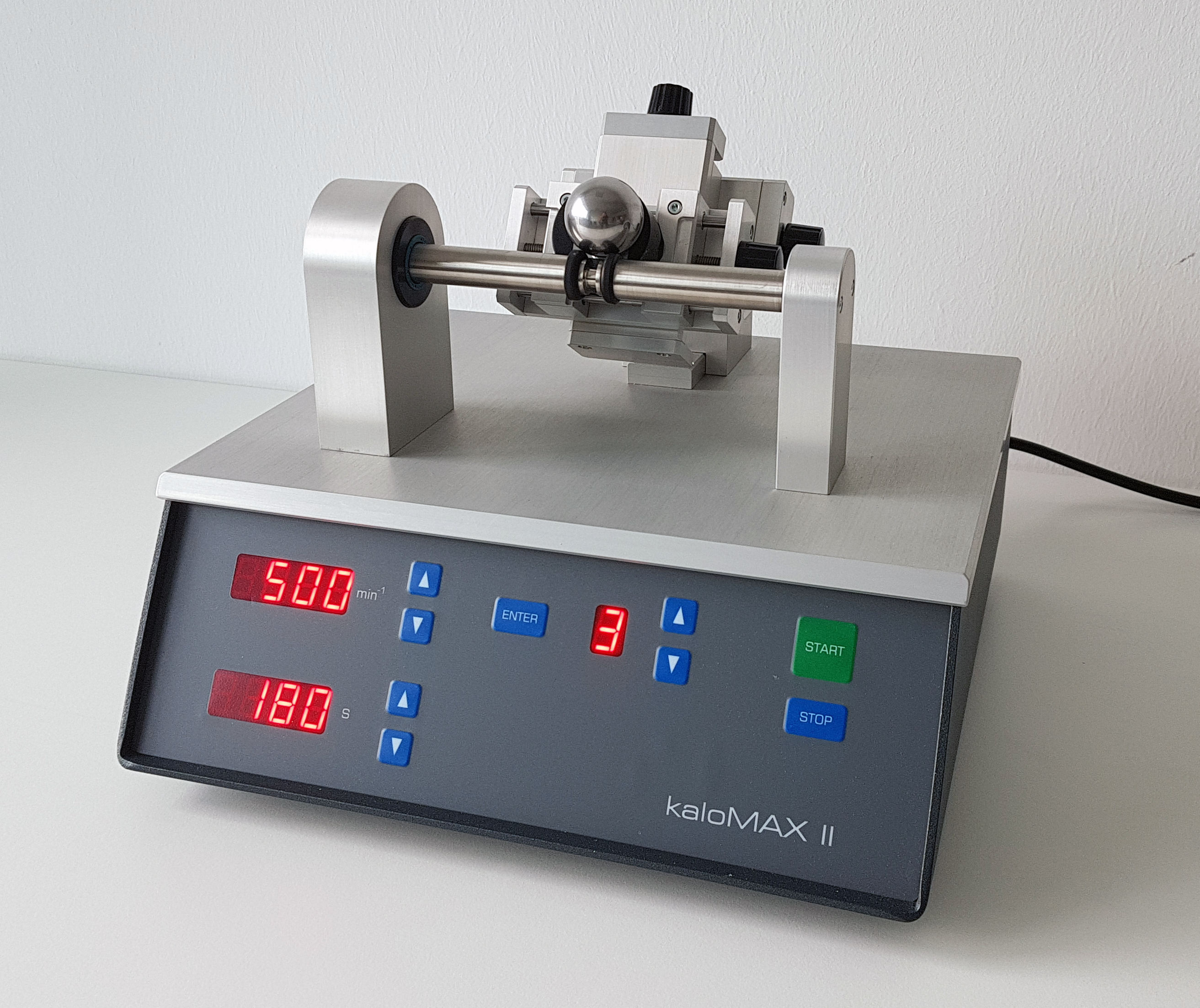
Kalottenschleifgerät

Ein Kalottenschleifgerät, auch Calotester genannt, dient zur Bestimmung der Schichtdicke von Einzelschichten und Schichtsystemen auf ebenen Oberflächen. Eine Stahlkugel liegt auf einer motorisch angetriebenen Welle und gleichzeitig auf dem schräg gehaltenen Probenteil. In die zu prüfende Oberfläche wird mit der Kugel und etwas Diamantschleifpaste eine Kalotte bis ins Grundmaterial eingeschliffen. Da der Durchmesser der Kugel bekannt ist, kann durch die Vermessung der Kugelkalotte unter einem Mikroskop die Schichtstärke berechnet werden.

## Anwendung
Mit einem Kalottenschleifgerät ist es möglich die Schichtdicke auch dann zu bestimmen, wenn zerstörungsfreie Verfahren auf Grund der Materialeigenschaften keine Anwendung finden können. Hierzu zählen insbesondere PVD- (Physikalische Gasphasenabscheidung) und CVD-Beschichtungen (Chemische Gasphasenabscheidung).

## Berechnung der Schichtdicke
Nach dem Ausmessen der Kalotte unter einem Mikroskop kann die Schichtdicke der Beschichtung mit folgender Formel berechnet werden:
{\displaystyle h={\frac {D^{2}-d^{2}}{8R}}}
mit:
- h = gesuchte Schichtdicke
- D = Kreisdurchmesser an der Oberfläche
- d = Kreisdurchmesser an der Grenze Schicht-Grundwerkstoff
- R = Radius der Schleifkugel